# Pisé

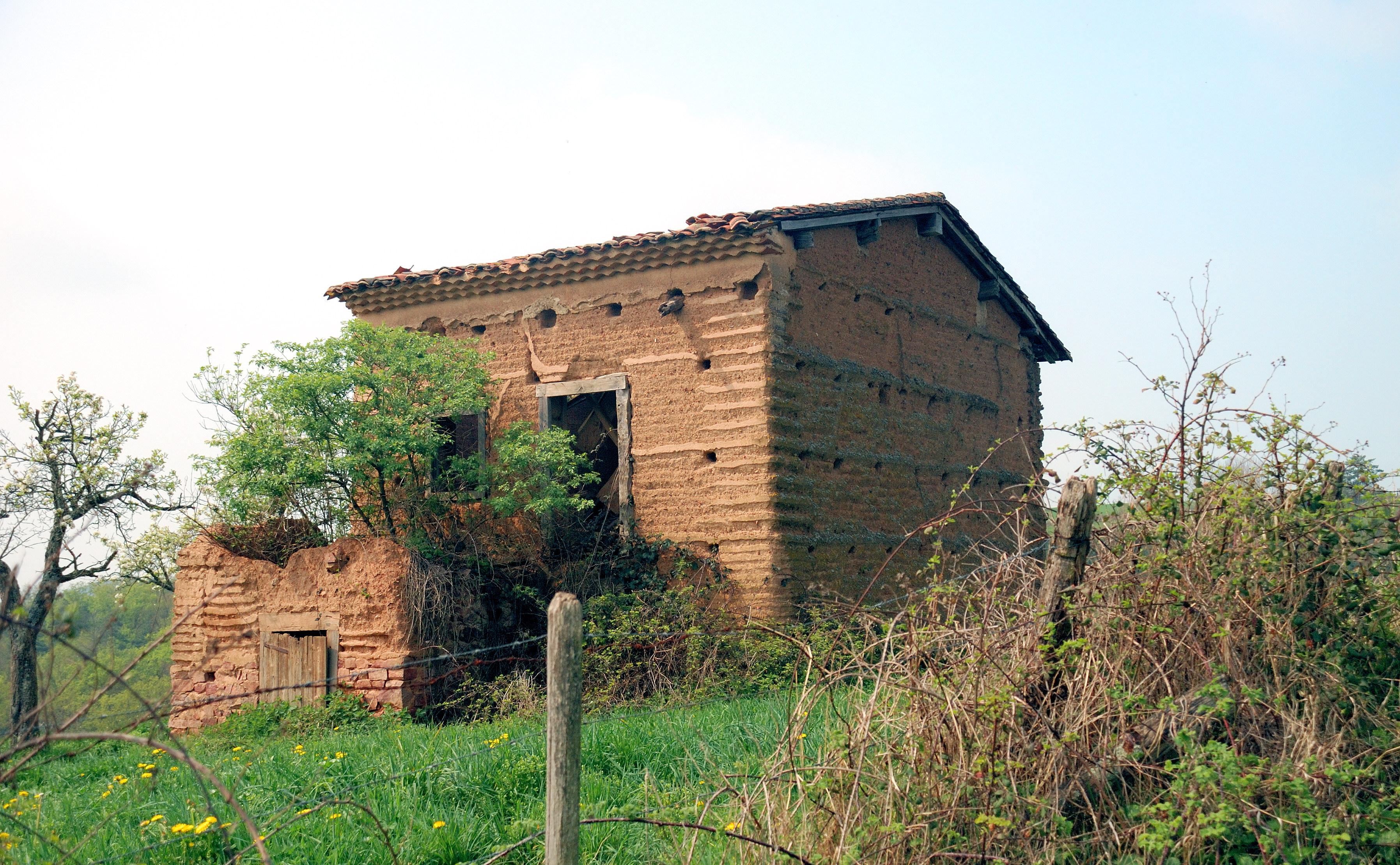
Maison en pisé en Auvergne (France).

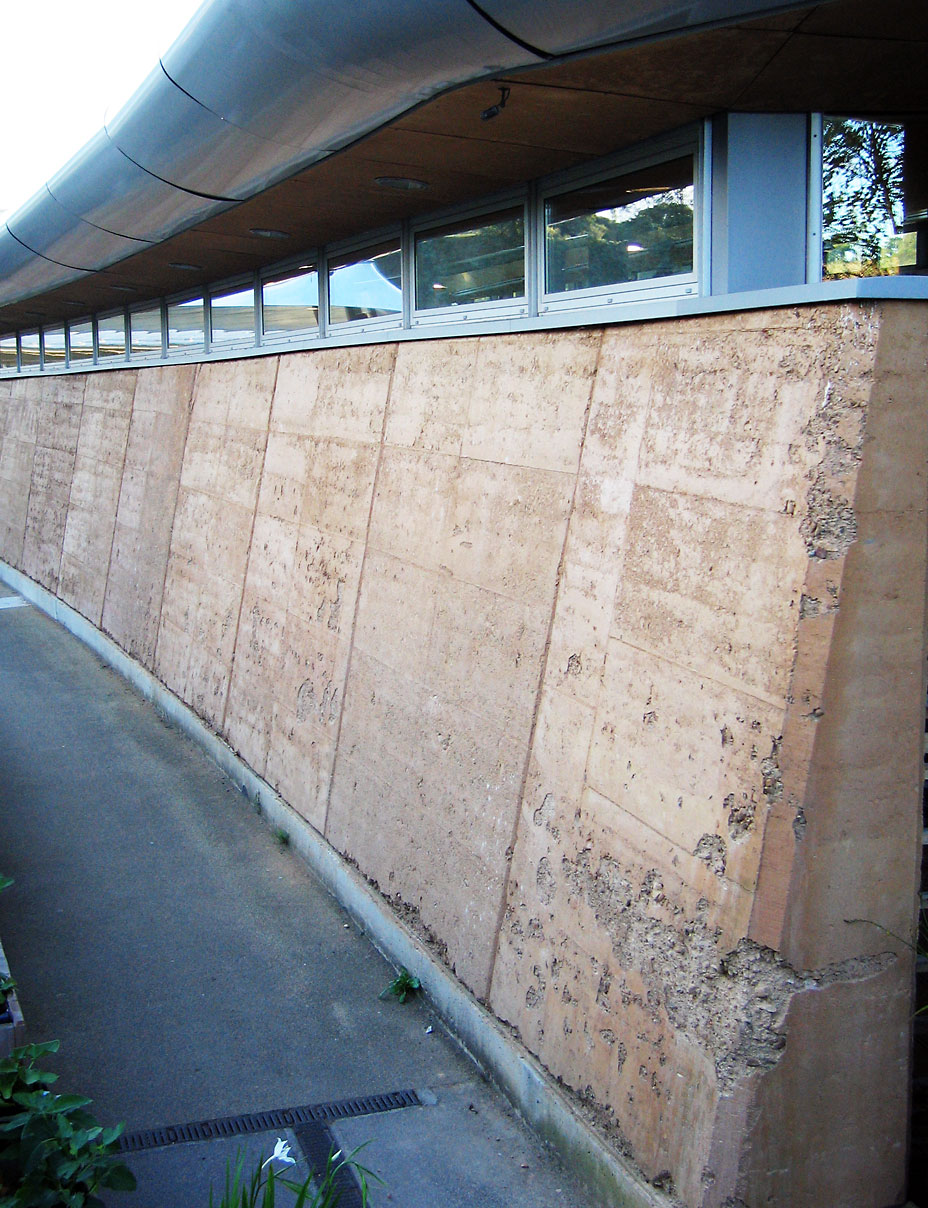
Mur en pisé, Eden Project, Cornouailles (Angleterre).

Le pisé est un mode de construction en terre crue, comme l'adobe ou la bauge. On le met en œuvre dans des coffrages appelés banches. La terre est idéalement  argileuse, mais on trouve souvent des constructions en pisé réalisées avec des terres fines.

## Introduction

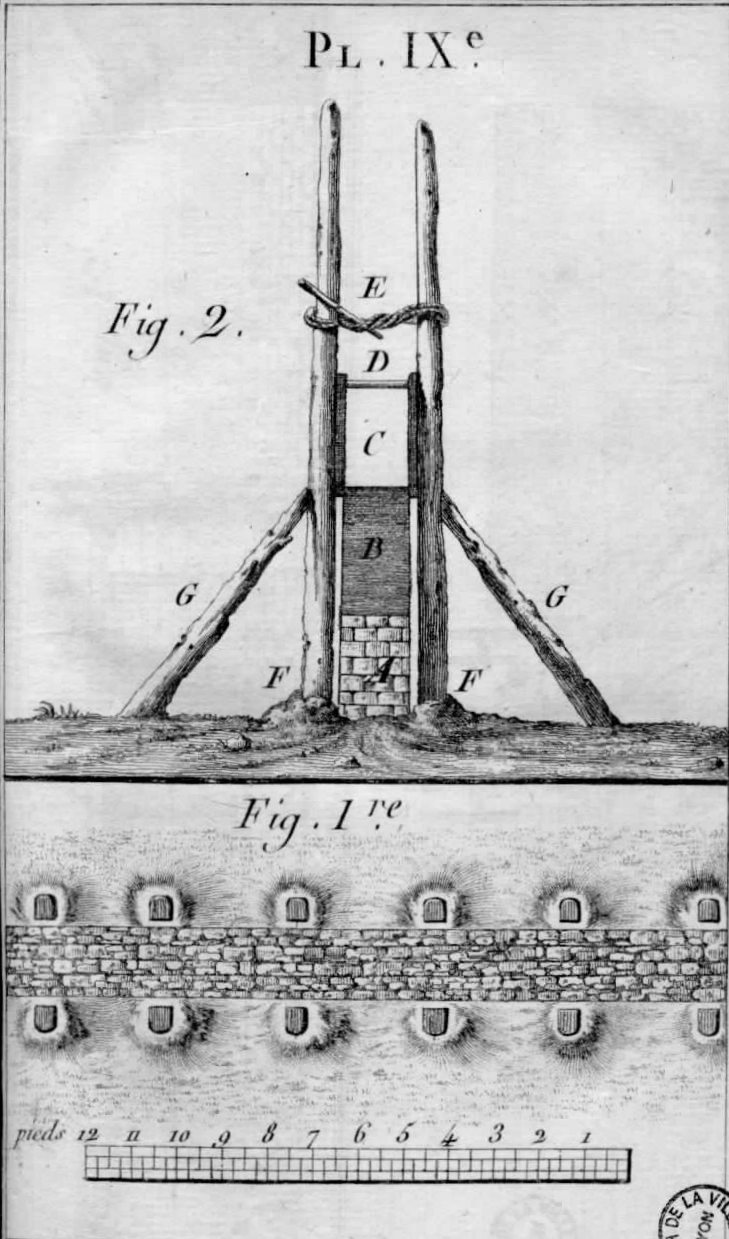
Type de banche utilisée en Bresse au XVIIIe siècle.

C'est le principe de construction le plus ancien qui existe à fondations dites « ancrées ». Il est constitué de terre comprimée et parfois recouvert d'enduit à la chaux pour des raisons principalement esthétiques.

### Histoire
Le pisé est une technique ancienne, qui a connu un regain d'intérêt dans le monde occidental à la suite des travaux de François Cointeraux (XVIIIe siècle) sur le sujet. Ses ouvrages ont été traduits et diffusés dans le monde entier. En France, on trouve une grande quantité de bâtiments ruraux en pisé datant des XVIIIe, XIXe et début du XXe siècle dans la région Rhône-Alpes : Isère, vallées de la Saône et du Rhône, dans la Bresse, la Loire, la région de Rennes, le Gers, etc.
En Suisse, le philanthrope Henri Zschokke promeut cette technique dès 1817 et son fils, l'architecte Alfred Zschokke (1825-1879), non seulement publie un ouvrage à ce sujet, mais il met cette technique en pratique pour la reconstruction de plusieurs maisons dans le canton d'Argovie, après l'incendie du village de Fislisbach en 1848. Ces bâtiments sont conservés.
En Orient, la technique est utilisée depuis des millénaires, la ville de Bam en est un exemple : fondée au Ve siècle avant notre ère, la cité est toujours debout malgré le séisme de 2003 (les travaux de reconstruction se sont achevés en 2017).
Les savoir-faire ont maintenant presque entièrement disparu en France, malgré un regain d'intérêt pour le matériau terre au bilan écologique exceptionnel (voir les bâtiments récents dans le Nord-Isère construits par "Germes de Terre") . Des architectes et plasticiens contemporains utilisent également le pisé : Rick Joy, David Easton, Martin Rauch, Kengo Kuma.

### Répartition géographique des constructions en pisé

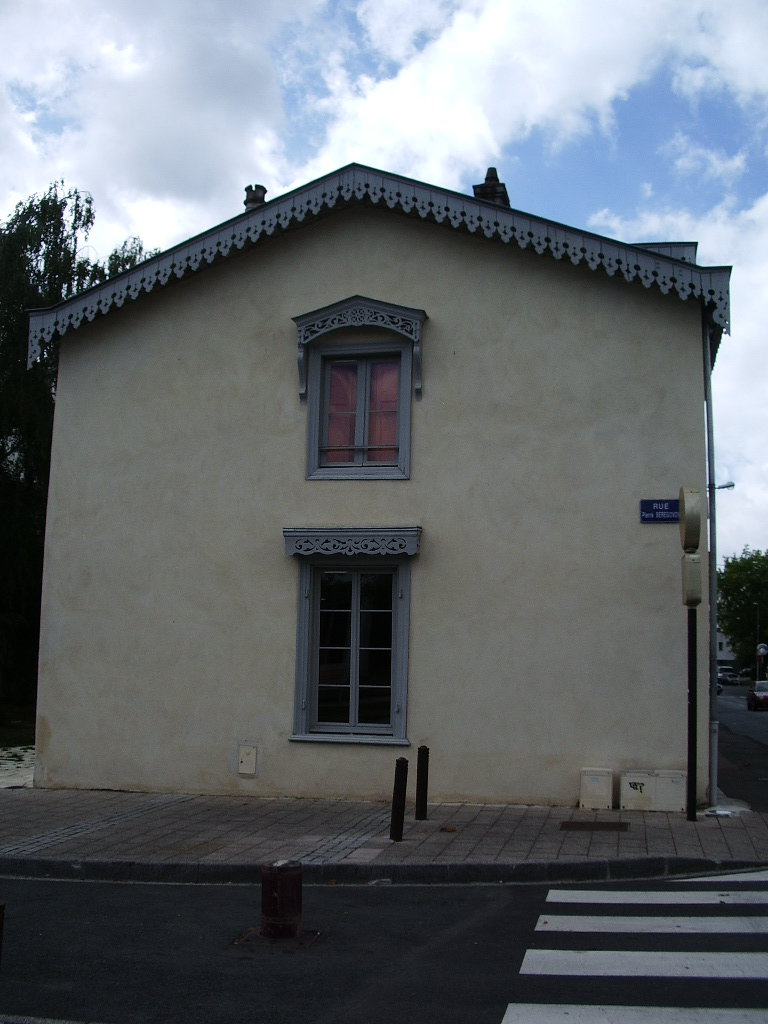
La maison Gueffier à La Roche-sur-Yon (Vendée).

En France, le pisé a été utilisé largement dans le Dauphiné et l'avant-pays savoyard ainsi que dans l'Ain, le Rhône, la Loire et le Puy de Dôme ,
Le pisé est également répandu au Maroc, notamment dans le sud, pour la construction des casbah, du type de celle très connue de Ait-ben-Haddou, car il permet de se protéger des fortes chaleurs fréquentes dans la région. Dans les contreforts de l'Himalaya, en Chine, en Amérique du Sud et en Turquie, il y est toujours utilisé sous des formes traditionnelles. La technique connaît du succès dans des utilisations contemporaines (mais le pisé est presque toujours stabilisé au ciment) en Australie, dans le sud des États-Unis, ainsi qu'en Allemagne, Suisse et Autriche. Par souci d'économie, la ville nouvelle de La Roche-sur-Yon fut construite en pisé. Il y reste actuellement un seul édifice construit avec cette technique, la maison Gueffier.
Selon la spécialiste en construction de terre, l'universitaire Mostefai Ouahiba, en Algérie, depuis 2012, le Centre algérien du patrimoine culturel bâti en terre (CAP-Terre) installé à Timimoun dans la wilaya d’Adrar se fait le chantre du retour aux architectures et construction en terre. C’est en fonction de la terre que l’on adaptera les techniques. Dans le domaine de l’architecture de terre, deux tendances croisent les fers, la recherche de nouveaux produits pouvant répondre aux exigences du développement durable en vue d’être industrialisés et commercialisés et le domaine artisanal qui défend la terre comme un moyen de construction ancestral.

### Décomposition de laroche-mère

#### Différentes strates de décomposition de la roche-mère

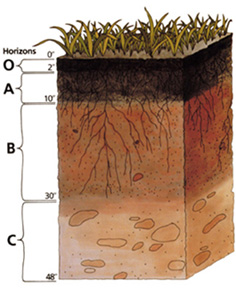
Les différents horizons d'un profil de sol.
O: Litière.
A: Humus, ou terre végétale.
B: Terre utilisée pour le pisé.
C: Roche-mère altérée.

La formation d’un sol, appelée pédogenèse, conduit, sous l’effet de processus physico-chimiques, à sa stratification : on parle des horizons du sol. Le nombre, l’épaisseur et la composition de ces horizons sont à l’origine de la diversité des sols présents sur notre planète.
La couche supérieure est constituée de matière organique en décomposition (litière) et n’est pas intéressante pour la construction (présence d’éléments ligneux, feuilles, brindilles..). Cet horizon, riche en humus, est reconnaissable à sa couleur foncée (parfois noire).
Pour l’édification de murs en terre, il faut au préalable identifier la terre que l’on possède afin de déterminer le système constructif que l’on retiendra : pisé, bauge ou torchis.
Pour ce faire il s’agit de déterminer la composition de la terre et donc sa granulométrie.

#### Analyse de la terre
| Rôle    | Appellation      | Taille         |
| ------- | ---------------- | -------------- |
| Liant   | Argiles          | moins de 2 µm  |
| Liant   | Limon            | 2 µm à 20 µm   |
| Agrégat | Sables fins      | 20 µm à 0,2 mm |
| Agrégat | Sables grossiers | 0,2 mm à 2 mm  |
| Agrégat | Graviers         | 2 mm à 20 mm   |
| Agrégat | Cailloux         | 20 mm à 200 mm |

Pour connaitre les domaines possibles d'utilisation d'une terre, il est utile d'en appréhender la composition. C'est à cet effet qu'on pourra procéder à une étude de la granulométrie sur un échantillon représentatif de la terre à utiliser.
Pour y parvenir, il convient de creuser sous la terre végétale, et de prélever l'échantillon sur les parois du trou (et non au fond) afin d'en assurer la provenance.
On effectue ensuite une décantation en plongeant l'échantillon dans un bocal contenant de l'eau. Par effet de gravitation, des couches vont se former qui permettent de déterminer les proportions des différents liants et agrégats présents dans la terre. La couche la plus haute englobe les argiles, viennent ensuite les limons, les sables, puis les graviers et cailloux. Cette méthode a l'avantage d'être facile à réaliser avec peu de moyens, elle reste cependant approximative.
Une méthode plus rigoureuse mais plus contraignante nécessite l'utilisation de tamis de tailles différentes qui permettent de séparer les grains de différentes tailles (à sec ou sous l'eau). Après séchage on peut peser et ainsi déterminer en poids le pourcentage de chaque fraction.
Comme tout mélange de liants et d'agrégats, la terre est un béton. Une certaine proportion de liant doit  être respectée pour assurer la liaison entre les agrégats. Pour le pisé, on peut donner comme ordre de grandeur que, en dessous de 5 % de liant, il y a risque d'effritement, mais que si la proportion dépasse les 15 %, des fissures apparaitront.
L'observation du patrimoine construit d'une région donne aussi une très bonne indication des techniques constructives utilisables avec la terre locale.

## Caractéristiques du pisé

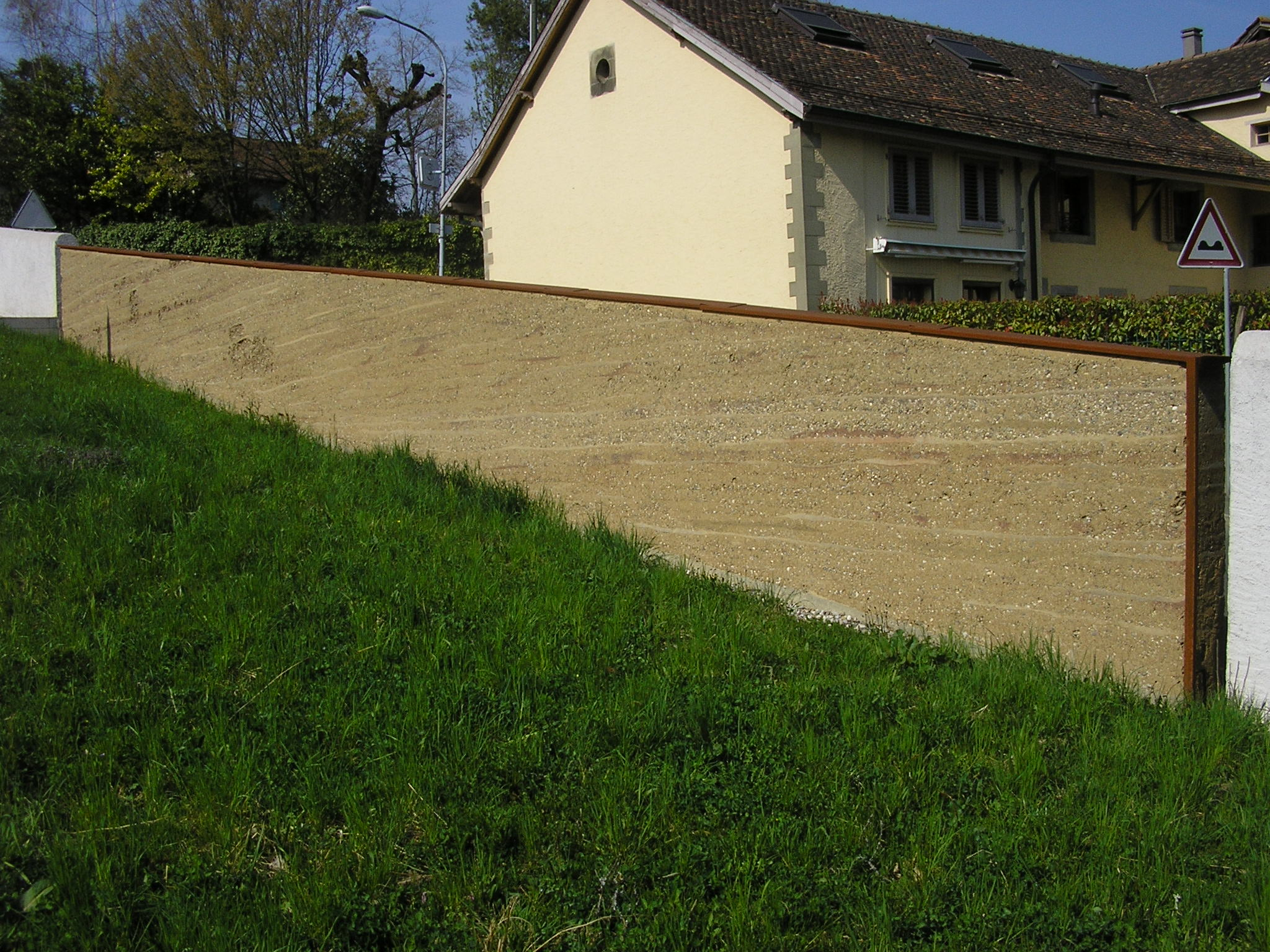
Mur réalisé en 2007 à Confignon, Genève.

Il est important de se rappeler que chaque terre est différente et que les techniques de pisage varient. On peut donc dire que chaque mur en pisé est unique. Les valeurs données ci-dessous sont donc indicatives d'ordre de grandeur.

### Résistance mécanique
| Type de contrainte  | Résistance                     |
| ------------------- | ------------------------------ |
| Compression         | 2,0 MPa (20 bar)               |
| Traction et flexion | 0,5 MPa à 1,0 MPa (5 à 10 bar) |
| Cisaillement        | 0,5 MPa (5 bar)                |

Comme le montre ce tableau, le pisé résiste bien à la compression. Mais en rénovation, les règles de sécurité imposent de considérer le pisé comme ayant une résistance à la compression de seulement un à deux bars.

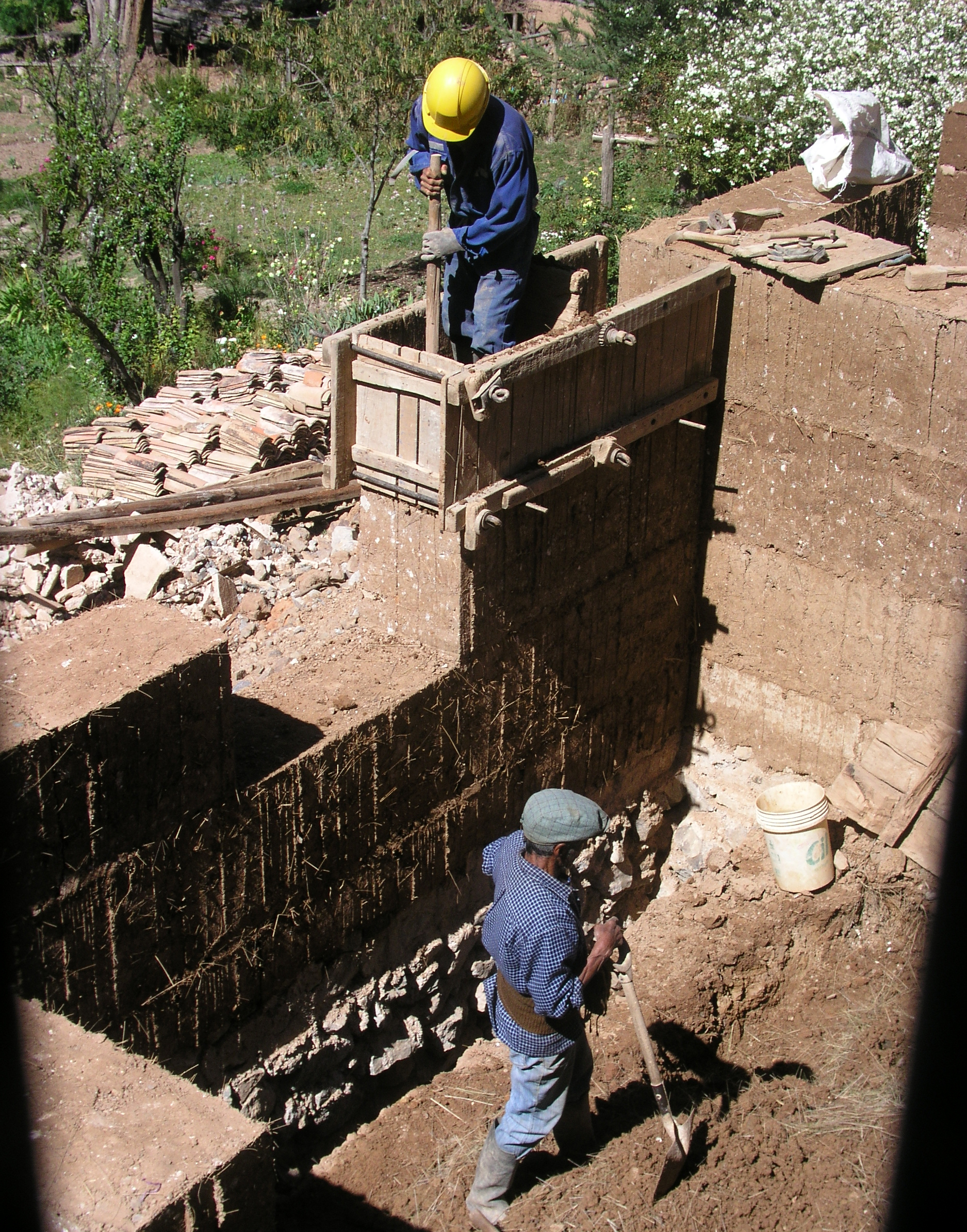
Construction d'un mur en pisé dans l'Hacienda Santa Maria, Tarma, Junin, Pérou.

| Chaleur spécifique                            | C = 0,85 kJ kg−1   |
| Conductivité thermique                        | λ = 1,10 W m−1 K−1 |
| Capacité thermique volumique                  | 510 W h m−3        |
| Perméabilité                                  | μ = 10             |
| Coefficient de déphasage pour un mur de 40 cm | 10 à 12 heures     |
| Résistance au feu                             | Forte              |

### Isolation, perspirance, inertie

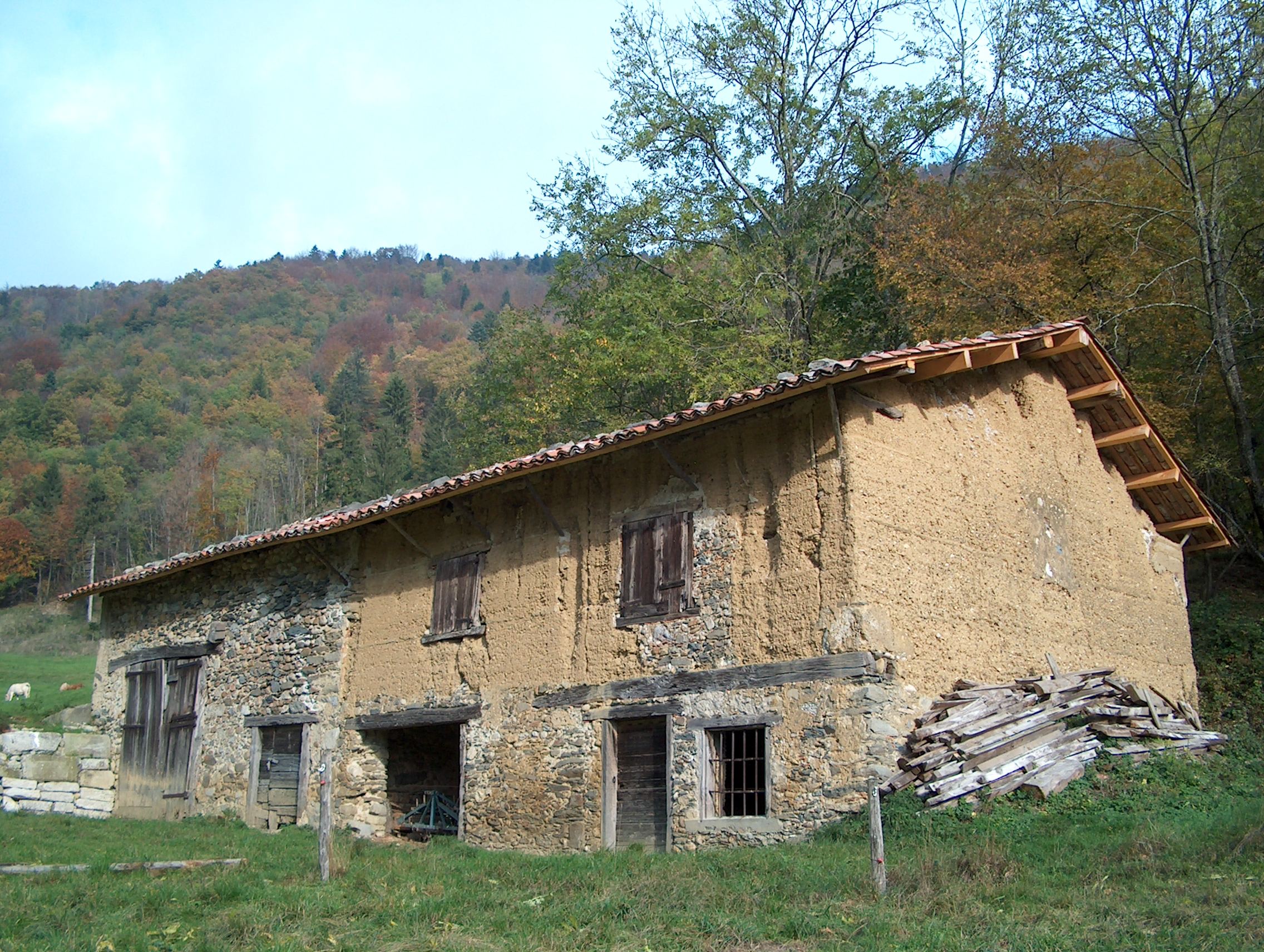
Grange en pisé à Saint-Nicolas-de-Macherin.

La conductivité thermique (λ) du pisé étant de 0,8 watt par mètre-kelvin, il ne peut pas être considéré comme un bon isolant, puisque la plupart des isolants thermique ont un lambda de 0,04. La plupart des murs en pisé faisant 60 cm, on arrive cependant à une résistance thermique R de 0,75 mètre carré-kelvin par watt. À comparer aux 20 cm d'un isolant avec un lambda de 0,04, qui donne alors un R de 5, on se rend compte que la qualité isolante du pisé n'est pas très bonne.
La capacité thermique volumique (ou chaleur volumique) du pisé est par contre intéressante, de l'ordre de 500 Wh/m3/°C. Les murs vont alors servir à stocker de l'énergie pendant les journées ensoleillées, et la restituer la nuit, au moment le plus froid de la journée.
Sa perspirance, capacité à réguler la vapeur d'eau, est aussi excellente (μ de 10), et un mur en pisé se gorgera d'humidité pour éliminer le surplus dans l'habitat, et la rendra si elle vient à manquer.

### Murs capteurs, murs chauffants
Ces qualités énoncées, on peut affirmer la pertinence de ce système constructif en façade sud comme mur capteur ou utilisé comme mur de refend pour servir de masse à une maison conçue avec une enveloppe très isolante (ex : ossature bois).

## Mise en œuvre

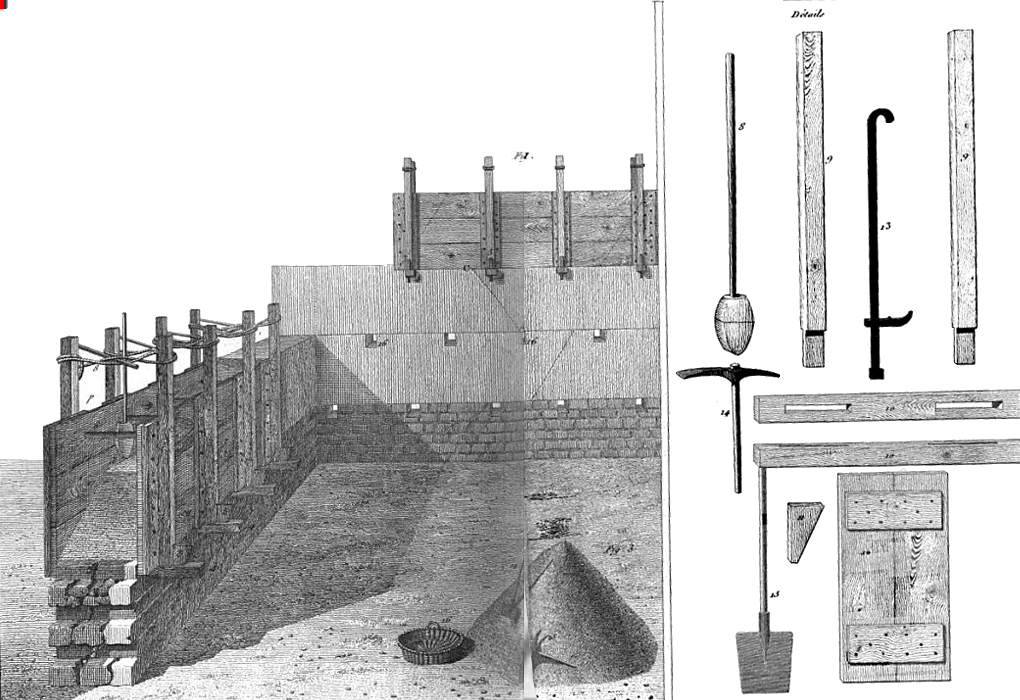
Jean-Baptiste Rondelet, les outils du pisé.

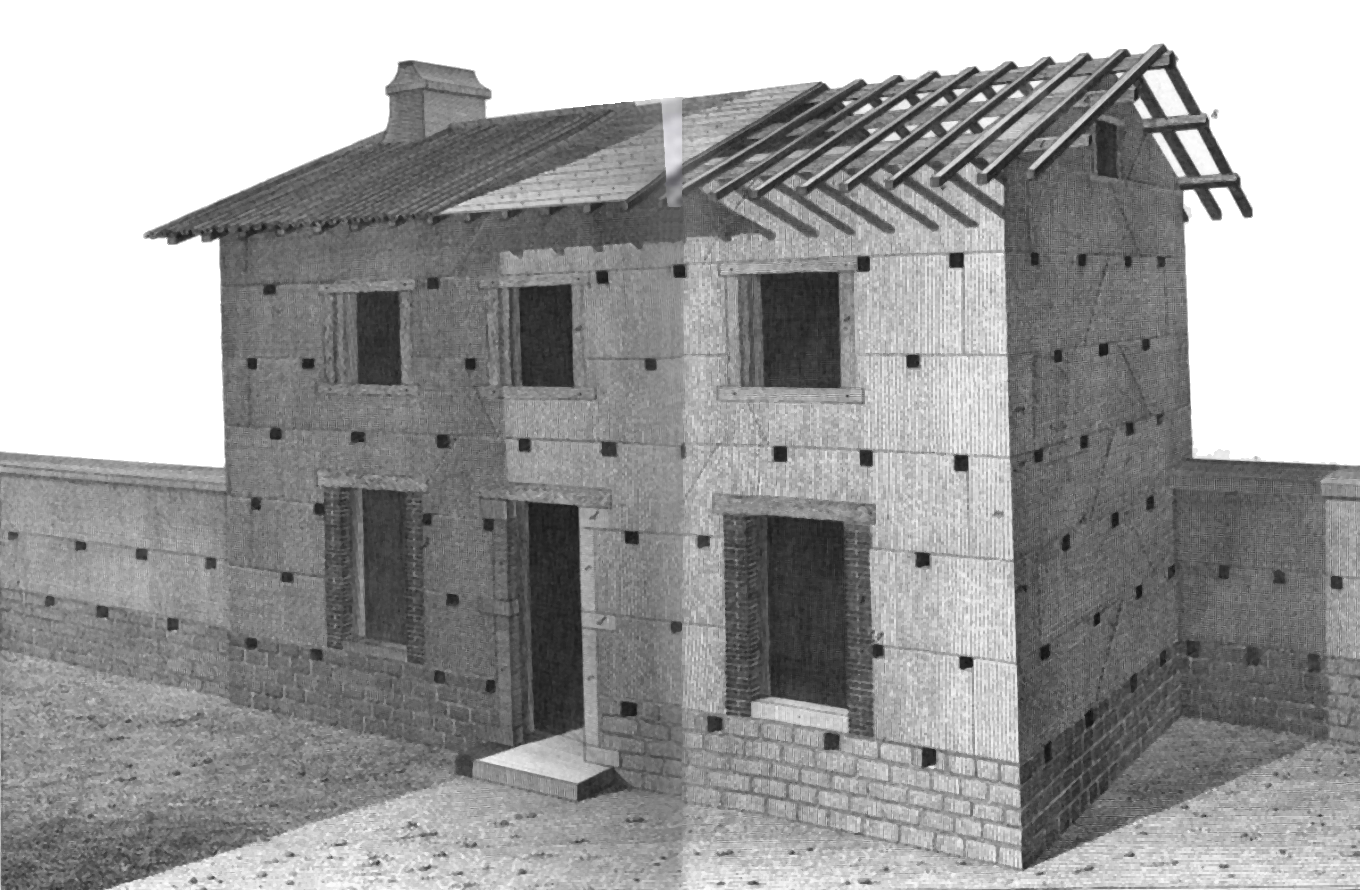
Jean-Baptiste Rondelet, maison en pisé.

Il existe bien sûr une multitude de mises en œuvre pour le matériau qu'est le pisé. Selon l'endroit où on se trouve, on ne construit pas de la même façon. Ce qui suit n'est donc pas propre à toutes les constructions.

### Drain, soubassement et débord de toiture
Une attention particulière doit être apportée au drain, puisqu'il canalise et évacue les eaux de ruissellement. Il protège les fondations des variations d'humidité.
Le mur de soubassement sert à protéger le pisé de l'humidité des sols. Il faut en effet le couper de toutes eaux, qu'elles soient stagnantes, capillaires ou rejaillissantes (éclaboussements). La hauteur du mur varie donc en fonction de la pluviométrie de la région. Dans les constructions récentes avec mur de soubassement en béton celui-ci sert aussi de chaînage bas.
Le débord de toiture sert également à protéger des intempéries les murs en pisé et les enduits.
| Région sèche         | 0,25 m |
| Pluviométrie moyenne | 0,4 m  |
| Pluviométrie élevée  | 0,6 m  |
| Toit peu débordant   | 0,6 m  |
| Zone inondable       | 1,0 m  |

Le mur est généralement réalisé en pierre, bâti à la chaux. On veillera à laisser les joints creux.
Si le pisé risque d'être en contact direct avec une humidité constante, la terre peut être amendée (ou stabilisée) à l'aide de ciment, ou de chaux, notamment en mur semi-enterré.

### Dalle
Lors de la réalisation d'une dalle au rez-de-chaussée, afin de gérer l'humidité, un hérisson ventilé peut être réalisé, surtout si l'on se situe en terrain humide.

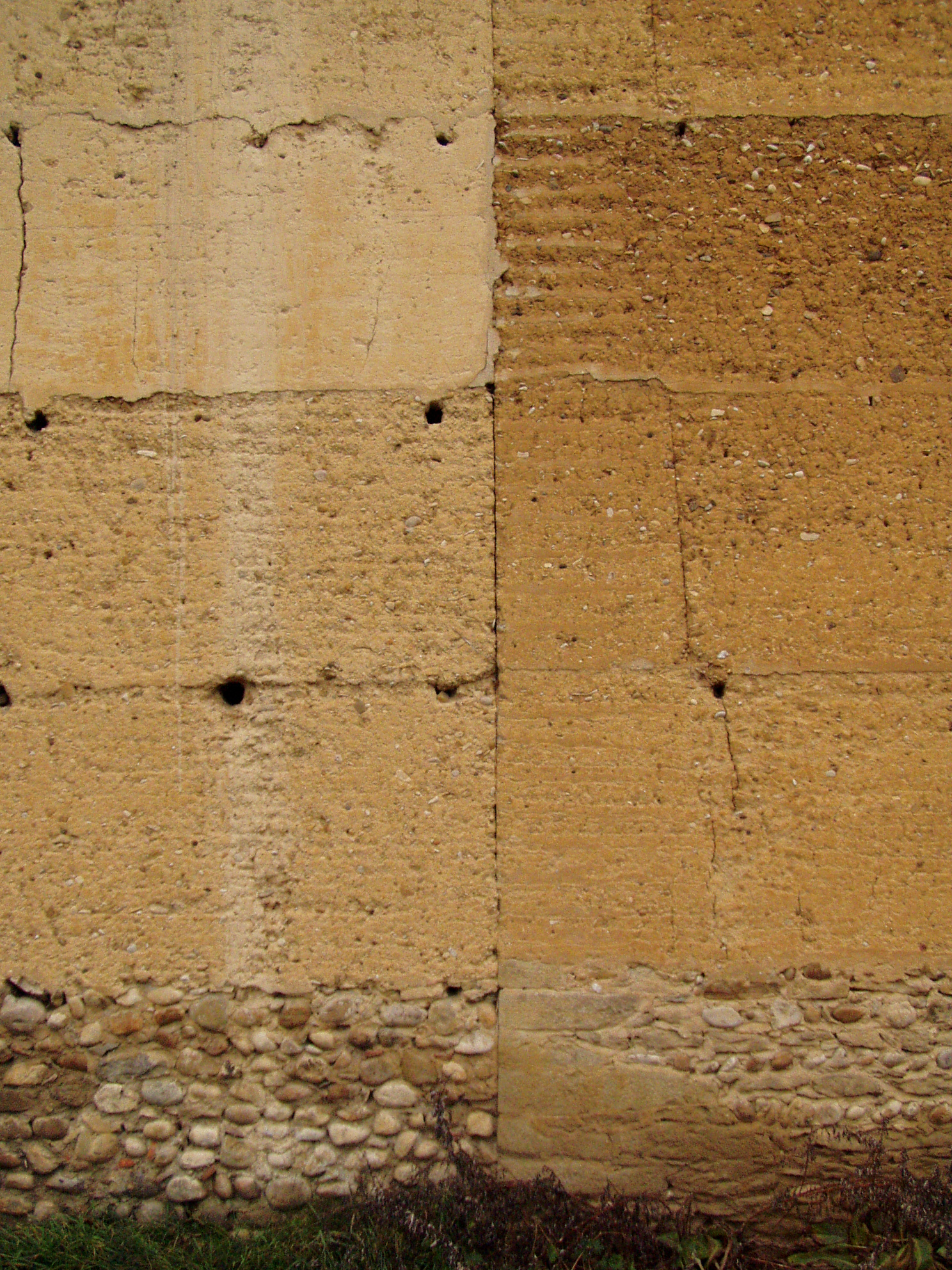
Mur en pisé.

### Banchées
Les murs de pisé non recouverts de crépi laissent souvent voir en France les couches de mortier (sapines) qui servent à améliorer la cohésion entre les différentes banchées. Dans d'autres régions, il n'y a pas de liants entre les différentes banchées (comme au Maroc par exemple). Sur certains murs en pisé, les couches de mortier rapprochées (moins de 50 cm d'écart) que l'on peut voir ont un autre rôle. Elles sont disposées uniquement sur les bords du banchage en même temps que la terre soit pour améliorer la résistance à l'érosion de la surface du mur (comme dans les coins de la construction en photo ci-contre), soit pour améliorer l'accroche de l'enduit. On y voit aussi souvent les trous (les clefs) qui servaient à la fixation de l'échafaudage et des banches.
Il est conseillé d'utiliser une terre légèrement humide contenant environ 10 % d'argile ou de ciment à défaut (en dessous de 10 % de liant, le mur serait trop fragile et au-dessus de 15 % il risquerait de fissurer) avec une densité d'environ 1 400 kg/m3 pour de la terre foisonnée (dans un tas de terre par exemple) et 2 000 kg/m3 une fois compactée en pisé.
Les apports de terre dans la banchée se font par couche de 10 à 15 cm de hauteur car au-delà un bon compactage n'est plus possible.

### Chaînage
Le chaînage se réalise habituellement à chaque nouvel étage. On le réalise en rondins de bois, reliés entre eux par des pointes, dans l'épaisseur du mur, plutôt vers l'extérieur. On prendra soin de contreventer dans les angles. On préférera du bois vert, qui séchera en même temps que le pisé.
Il est inutile au niveau du raccord toit / mur, puisque déjà réalisé par les sablières. Celles-ci devront être reliées au chaînage réalisés sous pignon, pour que chaque étage de chaînage ceinture littéralement le bâtiment.

### Ouverture

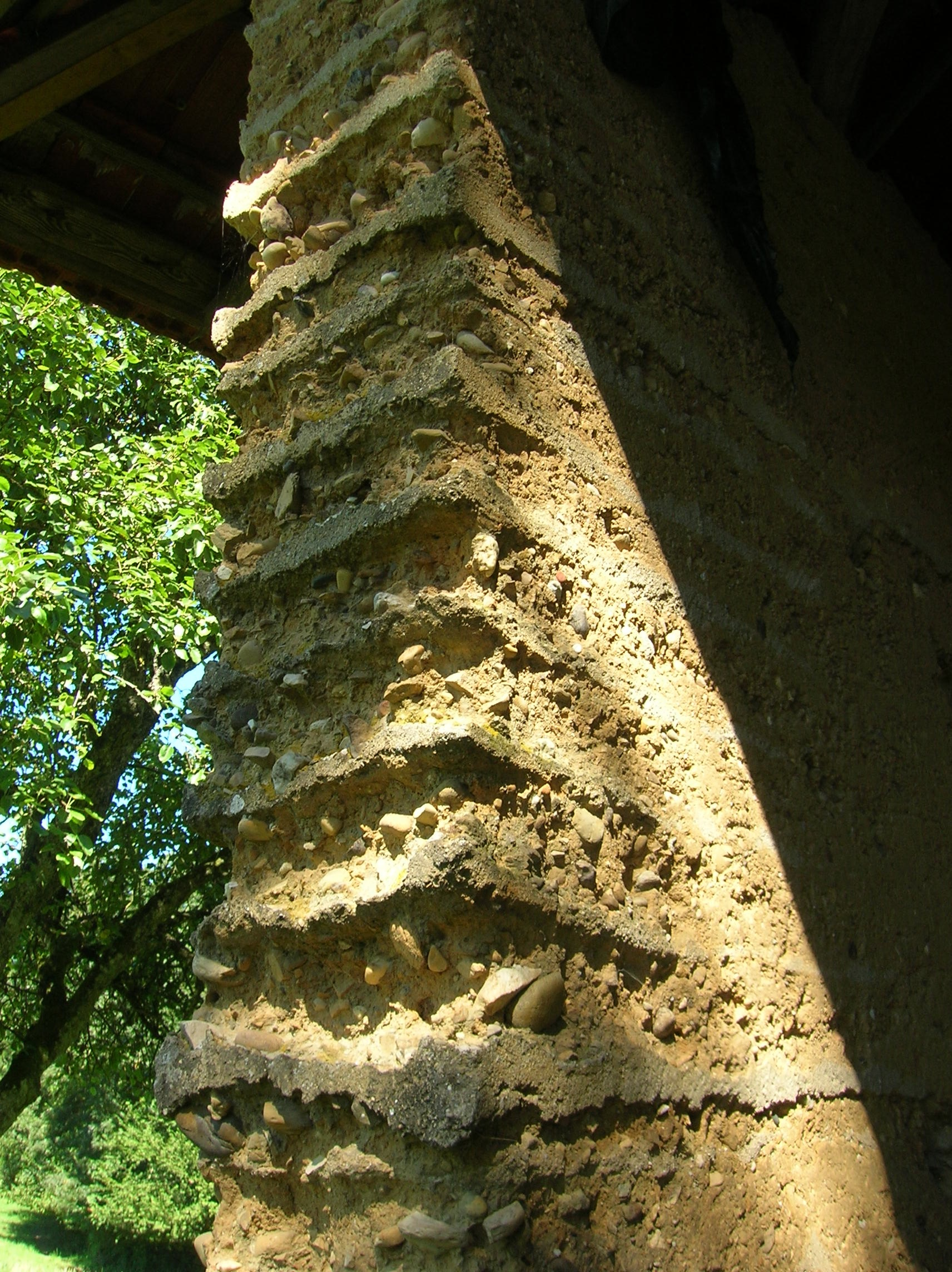
Coupe d'un mur en pisé.

En construction neuve, le linteau d'une ouverture doit dépasser de 30 cm de chaque côté de celle-ci.
Pour ouvrir une fenêtre ou une porte, on met d'abord en place le linteau. Il est préférable de mettre en œuvre trois linteaux moins larges, plutôt qu'un seul. Ainsi, dans un premier temps, on ne fragilise le mur que sur un tiers de son épaisseur totale. L'effort est alors repris par ce premier linteau, et l'on peut ensuite tailler le mur sur toute l'épaisseur, pour mettre en place les autres morceaux de bois. Une fois les linteaux mis en place, on taille le pisé sous celui-ci pour réaliser l'ouverture. On peut préférer un arc en pierre, briques ou adobes.
Sur un même mur, la surface d'ouverture ne doit pas dépasser un tiers de la surface totale de la façade.
Toute ouverture doit être éloignée d'un minimum d'un mètre d'un angle du bâtiment.

### Solivage
Les solives peuvent être fixées pendant la construction s'il s'agit de neuf, ou en réservation pour de la rénovation.
Dans tous les cas, il est nécessaire de les poser sur une planche pour augmenter la surface d’appui de manière à limiter les efforts à la compression pour arriver à 2 bars maximum.

### Enduits

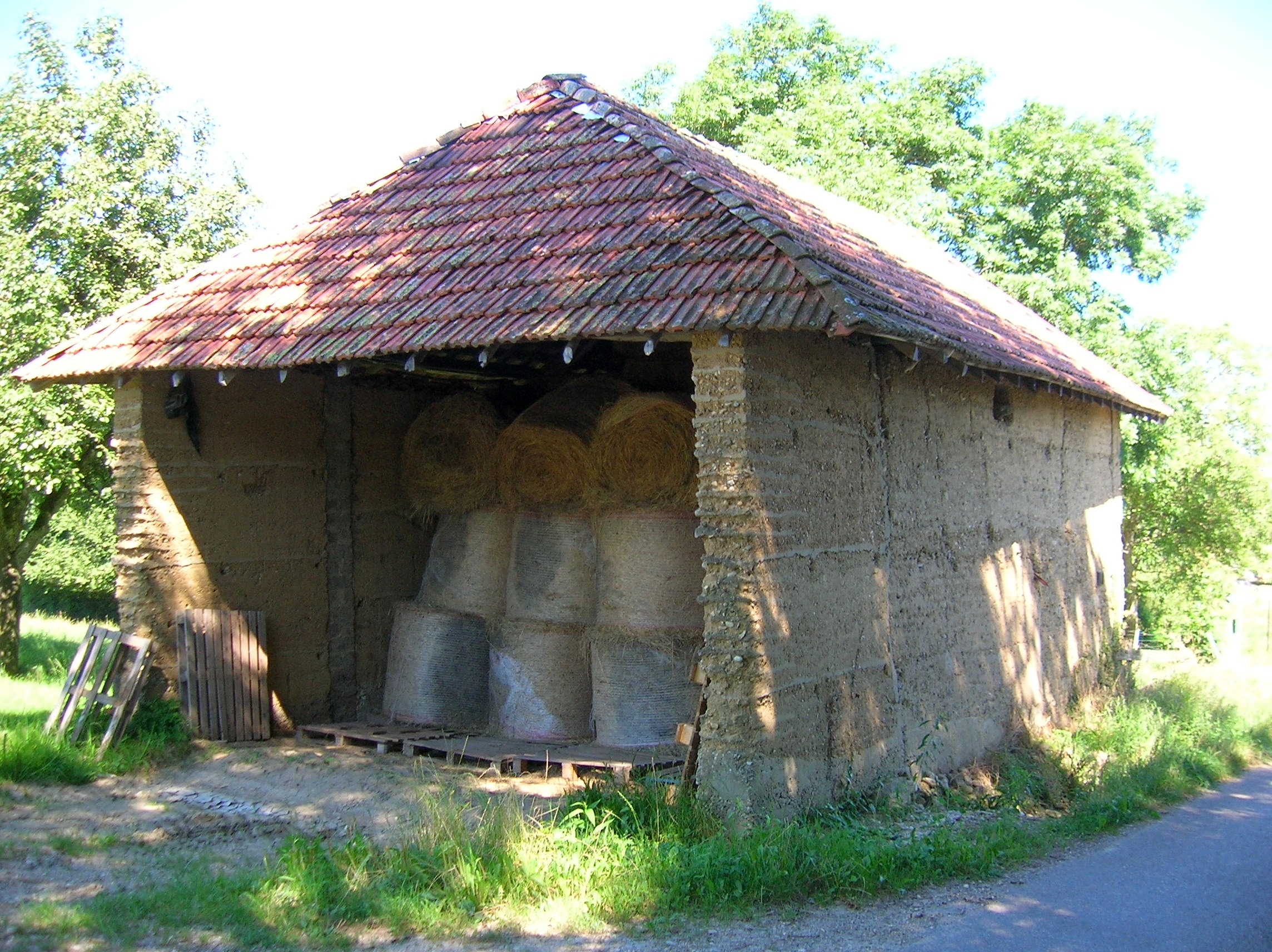
Grange en pisé en Rhône-Alpes.

Ceci est un exemple de mise en œuvre d'enduits parmi de nombreux autres : Le support doit être purgé et dépoussiéré.
L’humidifier avec de l'eau, bien humidifier le mur le soir et l'humidifier à nouveau le lendemain avant l'enduit appelé gobetis. Contrairement à ce qui est généralement avancé, le gobetis et les enduits successifs peuvent être faits avec de la chaux aérienne à proportion d'1/4 de chaux aérienne, 1/4 de tuileau (briques pilées) et 1/2 de sable, ce mélange transforme la chaux aérienne en un composé solide, respirant et étanche un peu comme le « Tadelakt », pour cette étape on peut utiliser un sablon (godet à trou équipé d'une manche d'arrivée d'air comprimée à 5/7 bars) avec lequel on cueille le mélange directement dans la brouette. La granulométrie du gobetis doit avoir un maximum de 5 mm et en projeté semi-liquide. Ensuite vient l'enduit de ragréage d'une épaisseur d'environ 1 à 1,5 cm toujours avec le même mortier, mais d'une granulométrie de 2 mm maximum, dans lequel on ajoute des fibres coupées à environ 5 cm, filasse, chanvre, poils d'animaux etc. Vient ensuite la dernière couche d'enduit d'1 à 1,5 cm avec le même mortier additionné de fibres. Un badigeon peut être réalisé avec 1/4 de chaux aérienne tamisée finement, 1/4 de tuileau tamisé également très finement et 1/2 de sable très fin, si l'on veut colorer la couche de finition on peut remplacer le tuileau par de la terre tamisée finement. *Attention : pour toutes ces proportions d'enduits la chaux doit être en poudre et non en pâte. Toutes les expériences faites ont été réalisées avec de la chaux aérienne en poudre. Une seule expérience a été réalisée avec de la chaux en pâte, ce qui a fissuré l'enduit. Car à volume égal la densité est différente ce qui provoque un excès de chaux.
Les enduits de terre peuvent aussi être utilisés, en particulier en intérieur. On utilisera de préférence la même terre qui a été utilisée pour le pisé. Dans le cas d'une rénovation, on peut aisément réutiliser la terre qui a été récupérée lorsqu'on a réalisé une ouverture.
La terre a souvent besoin d'être corrigée avec du sable. Il faut réaliser des tests. Pour cela on peut se référer à la procédure utilisée dans « les règles professionnelles de la construction en paille ». C'est le seul document officiel qui décrit cette technique pour le moment.
La terre peut aussi être ajoutée en adjuvant dans le gobetis de chaux ou plâtre pour favoriser son accroche sur le pisé, à hauteur de 10 %.

### Fixation dans le mur
La méthode traditionnelle de fixation de charges lourdes dans le pisé consiste à noyer une pièce de bois dans le mur lors de sa réalisation.
On peut aussi réaliser un scellement au plâtre ou à la chaux, en réalisant un trou en queue d’aronde.
Plus rapide et très efficace dans du pisé ne comportant pas trop de cailloux, on visse directement de longues vis de 15 à 20 cm de long avec une bonne visseuse.
Les objets légers peuvent être fixés à l'aide de petits clous.

## Pathologie

### Fissures

#### Les fissures de tassement différentiel
Le mur plein se tasse plus vite que les parties comprenant des ouvertures. Des fissures apparaissent donc dans les coins de leur appui. Celles-ci, appelées aussi moustaches, n’affaiblissent pas la structure.
Les fissures différentielles diffèrent des fissures structurelles dans le sens où leur apparition est réversible voire instable.

#### Les fissures structurales
Elles concernent la structure du bâtiment. Elles sont provoquées par des désordres structurels graves : mauvaises descentes de charges, tassement de sols, mauvaises fondations, etc.
Le seul remède de qualité est une reprise en sous-œuvre qui consistera à reprendre les fondations ou les descentes de charges.

#### Les fissures de retrait
Elles sont dues à un séchage trop rapide du pisé ou la qualité de la terre employée (terre trop argileuse). Elles sont facilement reconnaissables, verticales, car situées au niveau des raccords de banches. Elles sont bénignes et peuvent être rattrapées avec les enduits.

### Rupture de perméabilité
Le pisé est un matériau vivant et respire, c'est-à-dire qu'il absorbe et restitue l’humidité ambiante. Il se peut que durant la vie d’un bâtiment en pisé, cette notion ait été oubliée d’où l’apparition de certains désordres : enduits soufflés, traces de salpêtre.
Pour des raisons d’esthétique ou de pratique (moins de poussières), on applique souvent des enduits sur les murs des constructions en pisé. Or, après quelques années, cet enduit peut être « soufflé » (décollé) en plusieurs points. Cela vient du fait que l'enduit bloque toute évacuation d'humidité du pisé. Il est donc important d’éviter l'application de tous revêtements étanches (souvent à base de ciment) et de privilégier des enduits à base de chaux faiblement hydraulique ou de terre crue, dont la respirance est bien meilleure.
Beaucoup de constructions en pisé, notamment dans le Nord-Dauphiné, ont été construites sans dalle basse, à même le sol. Cette technique avait l’avantage de permettre à l’humidité contenue dans les sols de pouvoir s’évaporer librement. La construction d’un dallage par la suite force l’humidité à remonter au niveau des murs d’où l’apparition de salpêtre.
En rénovation de maison en pisé, il est complètement prohibé de mettre un revêtement (intérieur ou extérieur) étanche à la vapeur d’eau sous peine de voir l'eau remontant par capillarité depuis les fondations emprisonnée dans le mur, ce qui peut entraîner à long terme de graves désordres structurels.

## Le pisé du Périgord
Les sols dits en pisé de Dordogne sont  faits de pierres très serrées enfoncés dans de l'argile encore pâteuse. Le mot qui désignait le sol nu a fini par désigner le sol de pierres reposant sur un mortier, le pavage lui-même et même chacune des pierres.

## Galerie

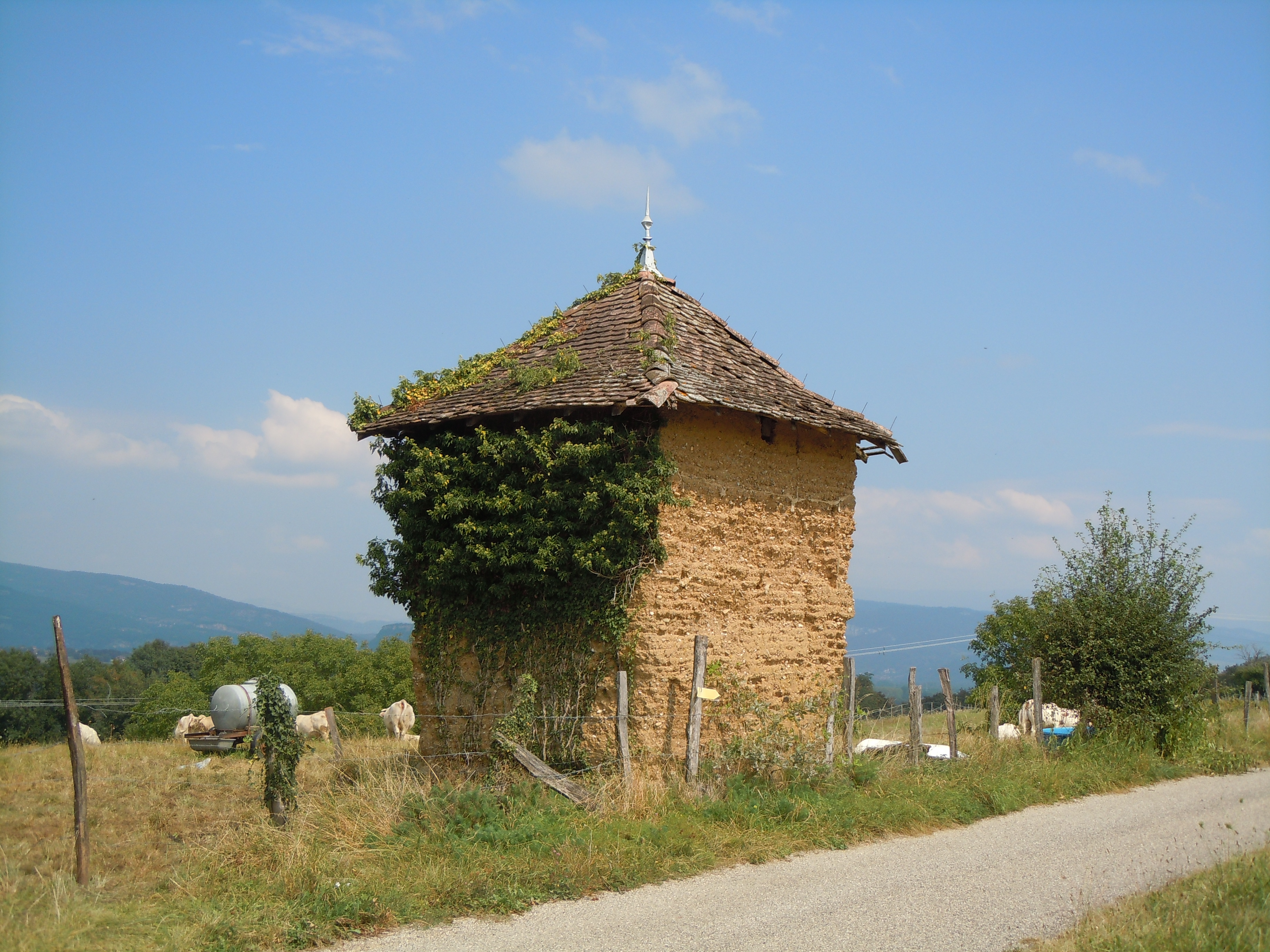
Grange en pisé à Granieu.
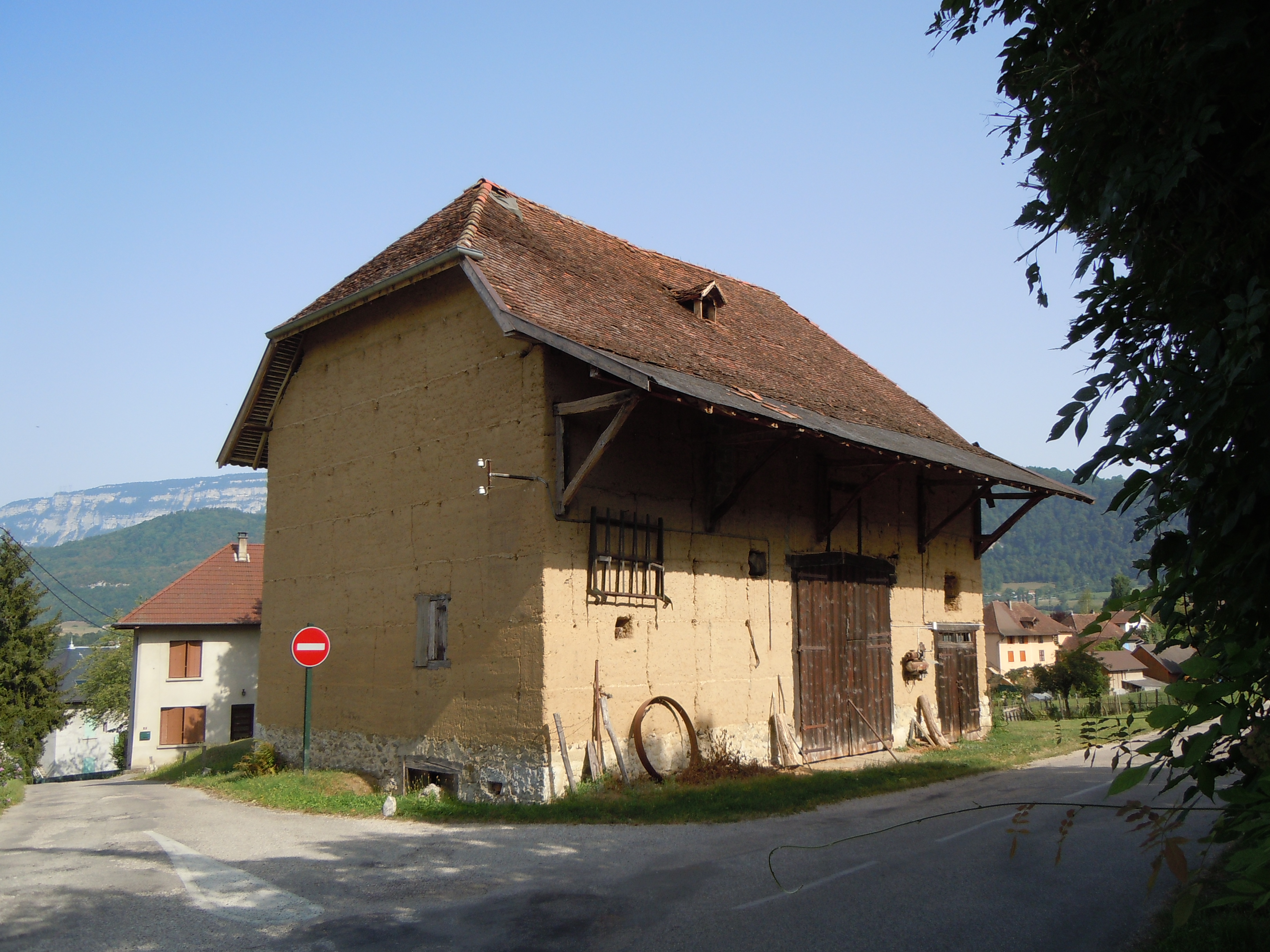
Maison en pisé à Saint-Albin-de-Vaulserre.
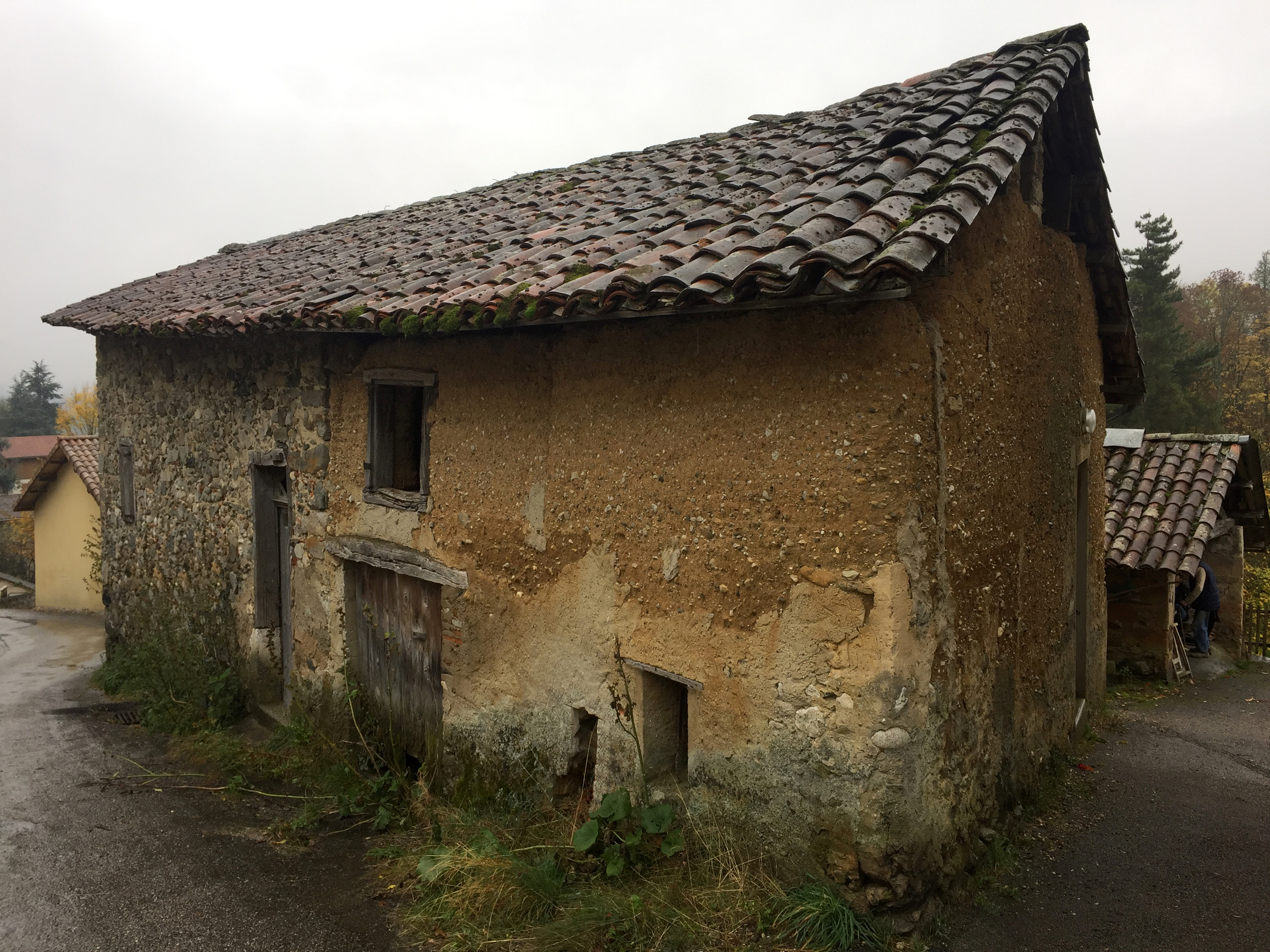
Maison traditionnelle en pisé à Saint-Nicolas-de-Macherin.
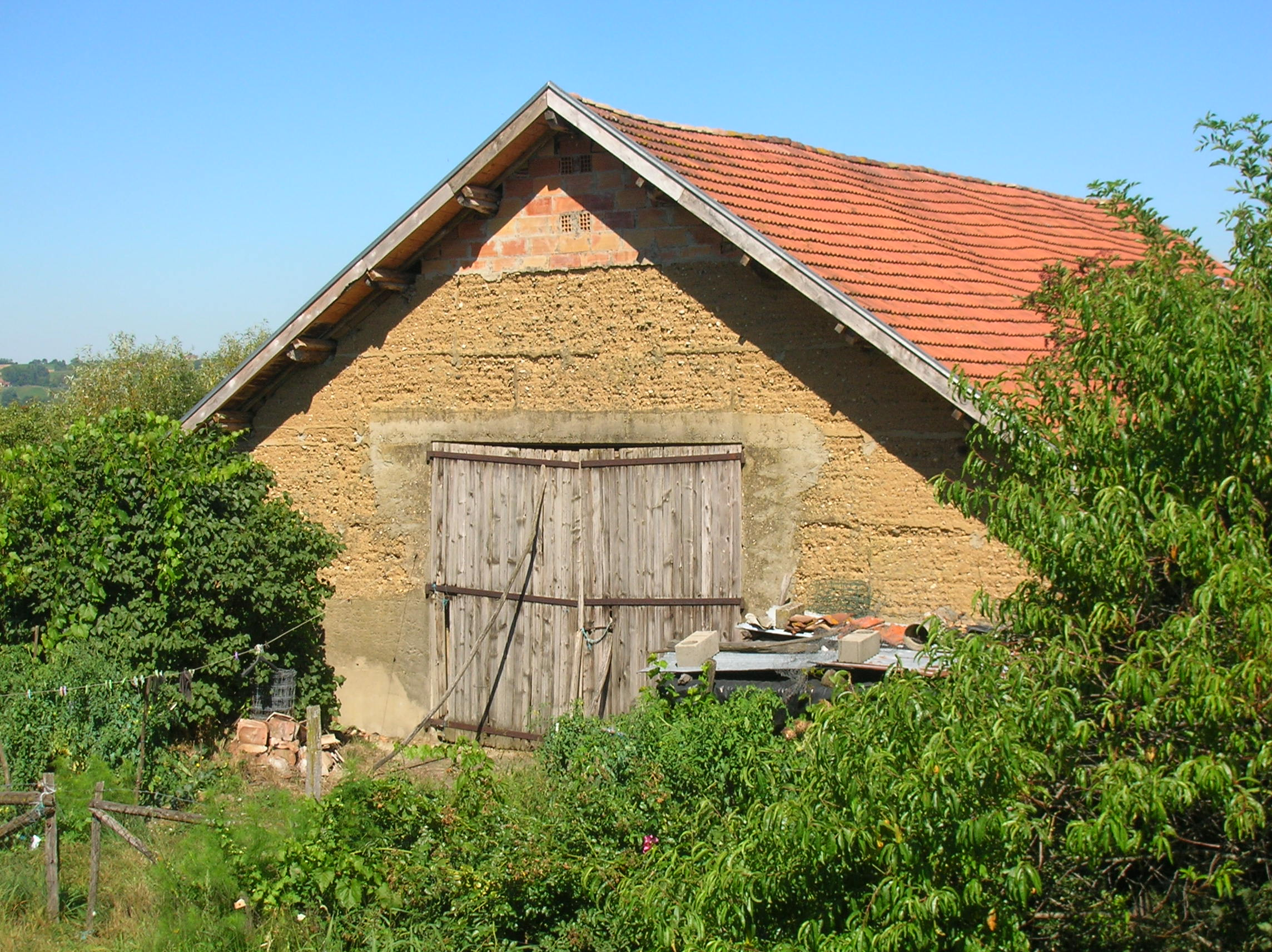
Grange en pisé à Chassignieu.